# Elena Fortún

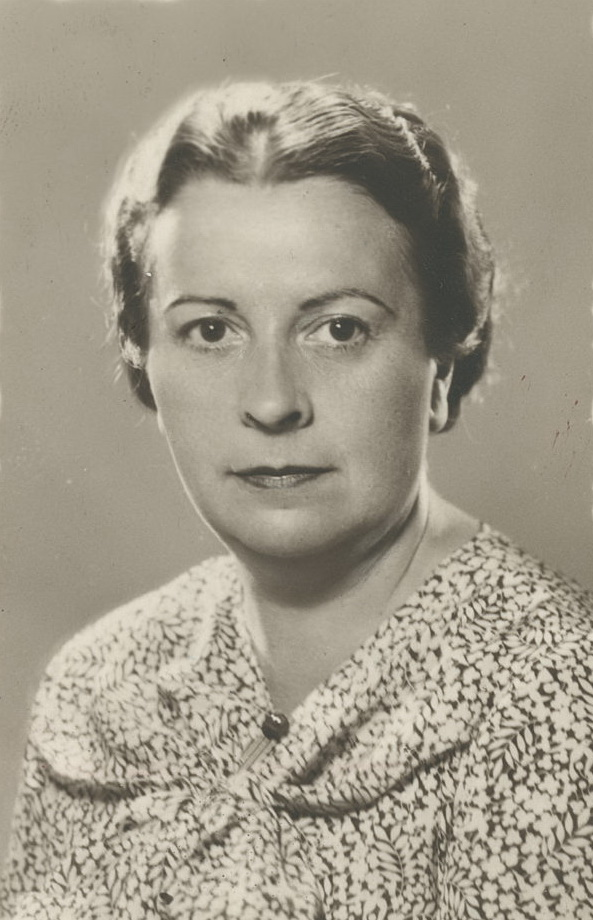
Elena Fortún, 1935

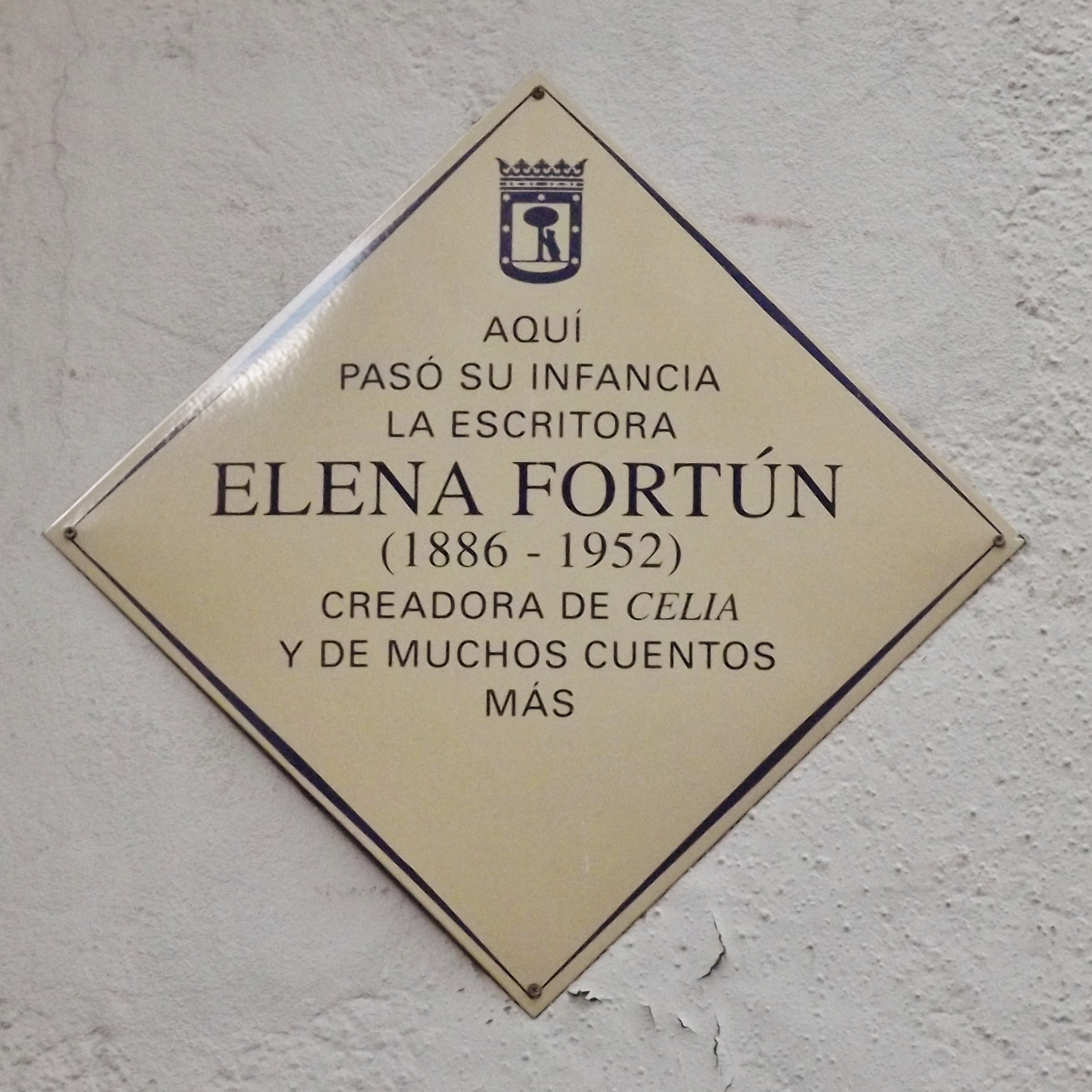
Gedenktafel am Haus der Eltern von Encarnación Aragoneses Urquijo, in der Calle de Huertas in Madrid

Elena Fortún, eigentlicher Name María de la Encarnación Gertrudis Jacoba Aragoneses y de Urquijo (* 18. November 1886 in Madrid; † 8. Mai 1952 ebenda) war eine spanische Schriftstellerin, die vor allem für ihre Werke der Kinder- und Jugendliteratur und als Erfinderin der berühmten Figur Celia bekannt ist.

## Leben
María de la Encarnación Gertrudis Jacoba Aragoneses y de Urquijo war die einzige Tochter von Leocadio Aragoneses y Esteban, einem in Abades geborenen Hellebardier der Guardia Real, und Manuela de Urquijo y Ribacova, die aus baskischem Adel stammte und in Álava geboren wurde. Sie wurde von einer Kinderfrau erzogen und verbrachte die Sommer im Haus des Großvaters väterlicherseits, Isidro Aragoneses, im segovianischen Dorf Abades. Um ihre schwache Gesundheit zu schützen, erlaubte ihre Mutter ihr nicht, mit anderen Kindern zu spielen. Dies führte dazu, dass sie eine einsame, verträumte und überempfindliche Persönlichkeit entwickelte. Im Jahr 1904 starb ihr Vater, und die Finanzen der Familie wurden knapper.
Im Alter von 19 Jahren heiratete sie am 8. Mai 1906 in Madrid einen Cousin zweiten Grades, Eusebio de Gorbea y Lemmi, einen Militär und Schriftsteller, mit dem sie zwei Söhne hatte: Luis (1908) und Manuel (1909). Ihr Mann war häufig außerhalb Madrids stationiert und sie begleitete ihn nicht immer. Im Jahr 1919 zogen sie in die Calle Ponzano und hatten Santiago Regidor, einen Professor für Zeichnen und Mitarbeiter der Zeitschrift Blanco y Negro, als Nachbarn. Bei Zusammenkünften in dessen Haus lernte sie wichtige intellektuelle Persönlichkeiten, unter anderem María Rodrigo, María Martos oder María de la O Lejárraga kennen. 1920 starb ihr jüngster Sohn im Alter von zehn Jahren. 1922 wurde ihr Mann nach Teneriffa geschickt, und die Familie begleitete ihn während seines zweijährigen Aufenthalts. Dort schloss sie mit Mercedes Hernández, der Frau von Eduardo Díez del Corral, einem Freund ihres Mannes, eine enge Freundschaft, die bis zu ihrem Tod andauerte. Die Familie inspirierte Fortún zu ihren Figuren. Auf Teneriffa veröffentlichte sie auch einen ersten Artikel in der Zeitung La Prensa.
Im Jahr 1924 kehrte sie nach Madrid zurück. Sie wurde zur Sekretärin der Vereinigung Mujeres Amigas de los Ciegos („Freundinnen der Blinden“) ernannt und lernte Brailleschrift, um ihre Arbeit zu verbessern. Sie wurde Mitglied der Theosophischen Gesellschaft von Madrid. In der Residencia de Señoritas, die von María de Maeztu geleitet wurde, studierte sie Bibliothekswissenschaft in der Bibliothek der Residencia, die durch Enriqueta Martín geleitet wurde und die auch das Studium organisierte. Aus diesen Kursen ging die Asociación Libros hervor, die eine gleichnamige Zeitschrift herausgab, in der Fortún unter anderen zusammen mit Martín, Carmen Conde, Ernestina de Champourcín und der Illustratorin Viera Sparza zusammenarbeitete. Sie wurde Mitglied des Lyceum Club Femenino, einem Treffpunkt für Intellektuelle in Madrid, wo sie elf Jahre lang jeden Nachmittag las. In ihren in La Prensa veröffentlichten Artikeln setzte sie sich mit aktuellen gesellschaftlichen Themen von Frauen auseinander. Sie befürwortete zum Beispiel die Ächtung der Prostitution und widersprach der Vorstellung, dass diese ein notwendiges und damit zu tolerierendes Übel sei.
Die ersten als „Elena Fortún“ signierten Werke erschienen als journalistische Beiträge in der Zeitschrift La Moda Práctica. Lejárraga ermutigte sie, ihre Geschichten zu veröffentlichen, anstatt Electrolux-Staubsauger zu verkaufen, was sie tat, um finanziell von ihrem Mann unabhängig zu werden. Sie machte Fortún mit Torcuato Luca de Tena, dem Gründer von ABC, bekannt. Fortún begann zusammen mit anderen Autoren wie Magda Donato und Salvador Bartolozzi in Gente Menuda, der Kinderbeilage der Sonntagszeitung Blanco y Negro, zu veröffentlichen begann. Das Pseudonym „Elena Fortún“ wurde aus dem Titel des 1922 veröffentlichten Romans ihres Mannes, Los mil años de Elena Fortún, übernommen. Die erste Geschichte Celia dice a su madre… wurde am 24. Juni 1928 veröffentlicht, in der die Figur der Celia eingeführt wurde:

„Celia ha cumplido siete años. La edad de la razón. Así lo dicen el Catecismo y las personas mayores. […] Celia es rubia; tiene el cabello de ese rubio tostado que, con los años, va obscureciéndose hasta parecer negro. Tiene los ojos claros y la boca grande. Es guapa. Mamá se lo ha dicho a papá en secreto, pero ella lo ha oído.“

„Celia ist sieben Jahre alt. Das Alter der Vernunft. Das sagen der Katechismus und die älteren Menschen. Celia ist blond; ihr Haar ist röstblond und wird mit den Jahren immer dunkler, bis es schwarz aussieht. Sie hat helle Augen und einen großen Mund. Sie ist wunderschön. Mama hat es Papa heimlich erzählt, aber sie hat es gehört.“

Ihre Beiträge erschienen jeden Sonntag, dazu schrieb sie Kurzgeschichten und veröffentlichte sie in Cosmópolis, Crónica, Estampa, Semana und anderen Kinderzeitschriften. In kürzester Zeit machten diese Geschichten sie berühmt, während ihr Mann im Hintergrund blieb. Das Ehepaar kaufte ein Haus im Madrider Stadtbezirk Chamartín, das in der Geschichte Celia en la revolución vorkommt.
Der Verlag Aguilar erwarb die Verlagsrechte und veröffentlichte die verschiedenen Titel in der Reihe Celia y su mundo („Celia und ihre Welt“). Zur Buchmesse 1935 legte Aguilar vier Bücher auf: Celia y sus amigos (Celia und ihre Freunde), mit Illustrationen von Gory Muñoz; Cuchifritín, el hermano de Celia („Cuchifritín, Celias Bruder“), das dem Sohn ihrer Freundin Mercedes Hernández gewidmet war; El bazar de todas las cosas („Der Basar aller Dinge“); und eine Kinderkomödie, Teatro para niños („Theater für Kinder“). 1936 erschien in der Reihe Cuchifritín y Matonkiki. Zusammen mit María Rodrigo veröffentlichte sie 1934 Canciones infantiles („Kinderlieder“) und 1935 betreute sie in der Zeitschrift Crónica eine Ratgeberspalte unter dem Titel La Quiromancia al alcance de todos („Hellsehen für alle“).
In dieser Zeit lernte sie Matilde Ras kennen, die Begründerin der Graphologie in Spanien, mit der sie bis zu ihrem Tod korrespondieren sollte. Beide gehörten zur ersten Generation spanischer Feministinnen. Sie hatten eine intensive Beziehung, die als lesbisch bezeichnet wurde, da sie beide dem Círculo Sáfico angehörten, der in jenen Jahren in Madrid von der Bühnenbildnerin Victorina Durán gegründet wurde.
Bei Ausbruch des Spanischen Bürgerkriegs bat ihr Mann, der sich inzwischen im Ruhestand befand, um die Rückkehr in den aktiven Dienst und erhielt die Leitung der Escuela de Automobilismo de Aviación in Barcelona. Elena blieb in Madrid und setzte ihre Beiträge für Crónica fort. In ihren Artikeln schrieb sie über die Auswirkungen des Konflikts auf den Alltag im Hinterland, auf Kinder und auf Haustiere. Auch der Verlag publizierte weiter Bücher von ihr aus der Celia-Reihe.
Während sie sich 1939 in Madrid aufhielt, um die Veröffentlichung ihres Buches Celia madrecita („Celia, die kleine Mutter“) abzuschließen, gelang es Francos Truppen, den Widerstand in der Hauptstadt zu brechen. Fortún musste ins Exil gehen, wenige Monate nach ihrem Mann. Beide hatten sich stark für in der Frente Popular engagiert. Am Ende ließen sie sich in Buenos Aires nieder. In Argentinien konnte sie dank der Hilfe von Durán, die als Bühnenbildnerin von Margarita Xirgu arbeitete, ein neues Leben beginnen. Xirgu war es auch, die den Kontakt zum Herausgeber der Zeitung Crítica herstellte, in der Fortún Artikel über Spaniens Einfluss in Amerika schrieb. Sie schrieb auch in El Sol über große Persönlichkeiten der Welt, vor allem über Frauen, und in La Prensa Kurzgeschichten. Ihr Buch Celia en la revolución stammt aus dem Jahr 1943, wurde aber erst 1987 veröffentlicht. Darin schildert „Celia“ aus der Sicht eines Teenagers ihre schreckliche Erfahrung des Bürgerkriegs, die keine andere ist als die der Autorin selbst. Das junge Mädchen, das größtenteils in Madrid lebt, erlebt die Ereignisse in der Hauptstadt hautnah mit: die erste revolutionäre Welle, die repressive Gewalt in der Nachhut, die Schlacht um Madrid und schließlich die Knappheit, den Hunger und die Verwirrung in der letzten Phase des Konflikts.

„Yo me había figurado las revoluciones con muchedumbres aullando por las calles. Aquí hay silencio, polvo, suciedad, calor y hombres que ocupan el tranvía con fusiles al hombro.“

„Ich hatte mir Revolutionen mit jubelnden Menschenmassen auf den Straßen vorgestellt. Hier herrschen Stille, Staub, Schmutz, Hitze und Männer, die mit Gewehren auf den Schultern die Straßenbahn besetzen.“

1944 veröffentlichte sie das Buch Celia, institutriz en América („Celia, Gouvernante in Amerika“), das von den Schwierigkeiten der Anpassung an das Leben im Exil erzählt, in das „Celia“ ihren Vater, einen republikanischen Soldaten, auf seiner Flucht begleitet. Dieses Buch wurde von Francos Zensoren verboten. In Buenos Aires lernt sie Inés Field kennen, eine tief religiöse Frau, die einen großen Einfluss auf sie haben sollte. Aus dieser Zeit stammt auch Cuaderno de Celia („Celias Notizbuch“), das von der Erstkommunion der Protagonistin handelt. Im Jahr 1948 beschloss sie, nach Spanien zurückzukehren und sich in Madrid niederzulassen. Während Fortún sich um ihre Rückkehr und die ihres Mannes kümmerte, beging dieser am 16. Dezember 1948 in Buenos Aires Selbstmord. Sie kehrte nach Argentinien zurück, um das Testament zu regeln, und veröffentlichte in der Zwischenzeit La hermana de Celia (Mila y Piolín); Mila, Piolín y el burro und Celia se casa (cuenta Mila) über die Schwester der "Celia". Sie zog mit ihrem Sohn nach New York, aber das Zusammenleben war nicht gut, und sie beschloss, nach Spanien zurückzukehren und sich in Barcelona niederzulassen. Dort lernte sie Carmen Laforet kennen und sie begannen eine Briefbeziehung, die bis zu Fortúns Tod andauerte. Sie korrespondierte auch mit Carmen Conde und Esther Tusquets. Sie schrieb weiter und veröffentlichte 1950 Los cuentos que Celia cuenta a las niñas und Los cuentos que Celia cuenta a los niños („Geschichten, die Celia den Kindern erzählt“). Ihr letztes im selben Jahr veröffentlichtes Buch, Patita y Mila, estudiantes, war kein Kinderbuch mehr, sondern eher ein Buch für Jugendliche, und war ein durchschlagender Erfolg.
Sie war nicht in der Lage, die Serie fortzusetzen, weil ihr Verleger Manuel Aguilar wollte, dass sie ein Buch über Celia y Miguelín schrieb, das sie als Entwurf zurückließ und das das erste Buch einer Reihe über Kindererziehung sein sollte. Doch schwer an Lungenkrebs erkrankt, kehrte sie nach Madrid zurück, wo sie im Alter von fünfundsechzig Jahren starb.
Zu ihrem Gedenken wurde 1957 auf Betreiben ihrer Freundin María Martos im Madrider Parque del Oeste eine Statue von José Planes aufgestellt.
In Madrid sind eine öffentliche Bibliothek (im Stadtteil Retiro) und eine Straße nach ihr benannt, in Segovia eine Kinder- und Grundschule und in Córdoba ein Park und ein Garten.
Im Jahr 2023 wurde ein Porträt von ihr der spanischen Malerin Carmen Mansilla in die Porträtgalerie des Ateneo de Madrid aufgenommen.

## Literarischer Werdegang
1928 begann Fortún in der Zeitschrift Blanco y Negro in der Rubrik Gente menuda unter ihrem Pseudonym für Kinder Geschichten des Madrider Mädchens „Celia Gálvez de Montalbán“ zu schreiben. Diese Geschichten, die die Welt der Erwachsenen in Frage stellten, waren bei den Kindern so beliebt, dass sich der Verlag Aguilar für sie interessierte. Es erschienen die Titel Celia, lo que dice, Celia en el colegio, Celia y sus amigos, Celia novelista und Celia madrecita. Celia en la revolución blieb bis 1987 unveröffentlicht, wobei der erste Entwurf aus dem Jahr 1943 stammte.
Sie arbeitete für die Zeitschriften Blanco y Negro, Cosmópolis, Crónica und Semana sowie für die Kinderzeitschriften Macaco, El Perro, el Ratón y el Gato und andere in Spanien und Amerika.
Neben „Celia“, ihrer populärsten Figur, schuf sie weitere Figuren wie „Cuchifritín“ und „Matonkiki“, ebenfalls Protagonisten von Romanzyklen, und andere wie „Mila“, „Roenueces“, den Zauberer „Pirulo“, „Professor Bismuth“, „Lita und Lito“ und „La Madrina“. Elena Fortún verstand die Kinderpsychologie wie keine andere bis dahin und gewann die Sympathie der Kinder, die sich leicht mit ihren rebellischen und erkennbaren Figuren auf der Straße identifizieren konnten.
Ihre Romanzyklen haben ihre zahlreichen Kurzgeschichten in Vergessenheit geraten lassen. Die meisten dieser Geschichten wurden in Zeitschriften veröffentlicht, und viele von ihnen wurden später in zwei Bänden mit dem Titel Los cuentos que Celia cuenta a las niñas (1951) und Los cuentos que Celia cuenta a los niños (1952) gesammelt veröffentlicht. Ihre Zeitungsartikel und das von ihrer Schwiegertochter aufbewahrte unveröffentlichte Material, wurde 2015 zusammen mit Schriften von Matilde Ras und den zwischen ihnen ausgetauschten Briefen veröffentlicht.
Die Romane für Kinder sind klassische Bildungsromane, die ein Porträt der Gesellschaft oder der historischen Epoche durch die Augen der erzählenden Stimme entwirft. So sehen wir die Welt von „Celia“, einem Mädchen mit einer großen Fantasie, und wie ihre Persönlichkeit wächst und sich entwickelt. Celias Kindheit wird in den ersten fünf Büchern erzählt. Fortúns Erfolg beruhte darauf, Mädchen und Jungen eine Stimme zu geben, beeinflusst von den pädagogischen Richtlinien des Instituto Escuela und der Institución Libre de Enseñanza. Bildung war darin eine wesentliche Voraussetzung für soziale Erneuerung und Modernität. Celias Mutter ist zum Teil autobiografisch, denn wie Fortún war sie Stammgast im Lyceum Club und führt ein unabhängiges Leben. Sie ist eine gebildete Frau, die liest und Probleme in ihrer Mutterrolle hat. Sie stirbt bei der Geburt von „Mila“.
Celias Stimme erzählt von ihrem Scheitern, als Erwachsene die Schriftstellerin zu werden, die ihr Kindheits-Ich prophezeite. Ihre Romane zeigen die Rückentwicklung, die das Franco-Regime für die Frauen bedeutete. Wir verfolgen die literarische Entwicklung der Figur mit Celia madrecita und Celia institutriz en América. Die Handlungslücke zwischen diesen beiden Bänden wurde 1987 mit der Entdeckung und Veröffentlichung von Celia en la revolución, einer getreuen und intensiven Chronik der Belagerung von Madrid, geschlossen. In diesen drei Büchern ist Celia die Zeugin und Erzählerin. Sie kann nicht zur Universität gehen und muss die Rolle der Mutter für ihre Schwestern übernehmen. Erst „Mila“ ist es, die eine erneuerte und modernisierte „Celia“ wird.
Das ursprünglich rebellische Mädchen „Celia“ wird in eine patriarchalische Familie integriert, ohne jedoch ihre Ambitionen, Schriftstellerin zu werden, völlig aufzugeben, wenn auch auf eine unterwürfige und häusliche Art. Ihre Unabhängigkeit wird unterdrückt, sobald sie die Rolle der Mutter für ihre Schwestern übernimmt. Die traditionelle Auffassung von Familie und die Übernahme der Mutterrolle hemmt die Frau. Fortún zeigt in ihren Erzählungen deutlich, wie diese Faktoren Celias Leben radikal verändern und der Ausgangspunkt für eine Reihe von Opfern sind, die zu ihrer Passivität und dem Ende ihrer Existenz als unabhängige Persönlichkeit führen. Celia vergisst ihren Ehrgeiz, das Gymnasium zu besuchen, Philosophie und Literatur zu studieren, vielleicht auch Jura, um Bibliothekarin oder Anwältin zu werden.
Fortúns „Celia“ rebelliert gegen eine Erziehung, die sie nur als Empfängerin von Informationen ohne jegliche Kritikfähigkeit sehen will. In Celia en el colegio prangert die Autorin deutlich an, wie die Religion von der katholischen Kirche benutzt wird, um Frauen Unterordnung und Passivität aufzuzwingen. Celia will eine Heilige sein, ganz im Sinne der Hagiographien, die damals als Kinderlektüre so beliebt waren. Sie schafft es, komische Situationen zu kreieren, bis zu dem Punkt, an dem ihr dieser Wunsch untersagt wird. Neben ihrer Rebellion gegen das traditionelle Modell der Frau teilt Fortún auch ein soziales Anliegen. Im ersten Buch erzählt der Zaubererkönig „Balthasar“, dass er den reichen Kindern nur Geschenke hinterlässt, damit sie sie an die Armen weitergeben können. Und das sei keine Wohltätigkeit, sondern Gerechtigkeit.
Ein Teil der Komik von Fortúns Büchern ist auf ihren Umgang mit der Kindersprache zurückzuführen. Ihre Übertretungen der Norm umfassen dabei verschiedene Aspekte: die Schaffung von Homonymen, wenn ein dem Kind fremder Signifikant mit einem anderen, ihm vertrauten verbunden wird, wie burra für hurra und das Lispeln von Matonkiki; ungebräuchliche Konjugationen und Komparationen von Adjektiven und semantische Übertretungen durch falsche Interpretationen. Fortún verwendet auch andere Sprachvarietäten wie das volkstümliche Kastilisch aus Segovia oder die Sprache der Sinti und Roma an.
Das Exil war eine schwere Entscheidung, die sie aus Verantwortungsgefühl gegenüber ihrem Ehemann traf, trotz des Drucks ihrer Freunde und ihres Verlegers Manuel Aguilar, der sie bat, in Spanien zu bleiben. Diesen Konflikt verarbeitete sie in Celia en la revolución, in der die Protagonistin im Krieg allein zurückgelassen wird und ihrem Vater folgt. Als sie aus dem Exil zurückkehrte, fand sie im Journalismus einen Weg, um weiter zu veröffentlichen, wie sie in einem Interview mit Josefina Carabias, die vor 1939 ihre Kollegin bei der Zeitschrift Crónica gewesen war, sagte. Fortún entwickelte zwei neue Figuren vor: „Mila“, Celias Schwester, und ihren Hund „Piolín“, der in ihren neuen Geschichten die Hauptrolle spielten. Die Geschichten erschienen mit Illustrationen von Viera Sparza in der 1942 gegründeten Zeitschrift Semana. Mila reist auf der Suche nach Piolín durch Spanien, und Fortún nutzte dies, um extravagante und sogar ausgefallene Orte und Menschen zu beschreiben.
In Celia institutriz („Celia, die Gouvernante“) hatte Fortún eine nach ihr selbst geformte Figur erstellt: Eine Frisur mit hochgesteckten Zöpfen, nüchterne Kleidung und bequeme Schuhe wie sie eher von berufstätigen Frauen getragen wurden. Sie bekam Probleme mit der Zensur, die 1945 anordnete, alle Exemplare von Celia institutriz zurückzuziehen und die Veröffentlichung und Verbreitung ihrer Werke verbot. Aus diesem Grund fand sie die Veröffentlichung in Zeitschriften als Ausweg so nützlich, und sie war von Anfang an ein Erfolg. Celia se casa wurde in der Zeitschrift Fotos veröffentlicht, ebenfalls mit Illustrationen von Viera Sparza. Erst einige Jahre später erschienen sie als Buch.
Celias Hochzeit in Celia se casa, den sie nur auf Wunsch des Verlegers geschrieben hatte, bricht mit der vorherigen Geschichte der emanzipierten Bibliothekarin; diese Celia erfüllt die klassische Rolle.
Das letzte unveröffentlichte Werk, das 2016 erschien, ist Oculto sendero, ein autobiografisches Werk, in dem die Protagonistin „María Luisa Arroyo“ zu verstehen sucht, warum sie seit ihrer Kindheit fühlt anders zu sein. In diesem Roman gibt es zwei Themen, die Fortún von Inés Field analysieren lassen wollte: zum einen die Erforschung des Verhältnisses zwischen Homosexualität und Heterosexualität, wobei sie ihr eigenes Lesbischsein thematisierte, einen der Teile ihrer Identität, den sie als besonders problematisch empfand; zum anderen die Situation der Schriftstellerinnen in den ersten Jahrzehnten des 20. Jahrhunderts. Das Buch ist in drei Teile gegliedert: den Frühling, der die Kindheit der Protagonistin schildert; den Sommer, der ihre Jugend, ihre Verlobung, ihre Ehe und ihre Mutterschaft umfasst; und den Tod ihrer Mutter, der den Beginn des Herbstes markiert, einer Zeit der Reife und der Erfahrung. Fortún unterzeichnete dieses Buch mit dem Pseudonym „Rosa María Castaño“. In diesem Buch kommen viele Frauen vor, die der Protagonistin helfen, sich selbst kennenzulernen. Der Schlüssel zum Verständnis ist die ärztliche Diagnose, die sie wegen "des Ungleichgewichts ihrer Natur" einholt. Sie ist nicht einverstanden mit dem, was der Arzt empfiehlt: keine männlichen Anzüge mehr zu tragen, weniger zu malen und sich mehr den traditionellen Aufgaben ihres Geschlechts zu widmen.

## Werke
Reihe El mundo de Celia
1. Celia, lo que dice (1929), erschienen als Reihe in Blanco y Negro
2. Celia en el colegio (1932), erschienen als Reihe in Blanco y Negro
3. Celia novelista (1934), erschienen als Reihe in Blanco y Negro
4. Celia en el mundo (1934), erschienen als Reihe in Blanco y Negro
5. Celia y sus amigos (1935)
6. Cuchifritín, el hermano de Celia (1935)
7. Cuchifritín y sus primos (1935)
8. Cuchifritín en casa de su abuelo (1936)
9. Cuchifritín y Paquito (1936)
10. Las travesuras de Matonkikí (1936)
11. Matonkikí y sus hermanas (1936)
12. Celia madrecita (1939)
13. Celia institutriz en América (1944)
14. El cuaderno de Celia (1947)
15. La hermana de Celia (Mila y "Piolín") (1949)
16. Mila, "Piolín" y el burro (1949)
17. Celia se casa (cuenta Mila) (1950)
18. Patita y Mila, estudiantes (1951)
19. Los cuentos que Celia cuenta a las niñas (1951), Sammelband mit kurzen Texten, die erstmalig in Zeitschriften erschienen
20. Los cuentos que Celia cuenta a los niños (1952), Sammelband mit kurzen Texten, die erstmalig in Zeitschriften erschienen
21. Celia en la revolución (1987), posthum erschienen.

Andere Werke
- El bazar de todas las cosas (M. Aguilar, 1935), ein Bastelbuch für Puppenhäuser, Blumen, Spielzeug, Kostüme und Puppen
- Teatro para niños. Doce comedias. (M. Aguilar, 1942; Renacimiento, Biblioteca Elena Fortún, 2018)
- El arte de contar cuentos a los niños (1947; Renacimiento, Biblioteca Elena Fortún, 2017)
- San Martín, niño. La infancia imaginaria del libertador (Buenos Aires, 1950)
- Pues señor... Cómo debe contarse el cuento y cuentos para ser contados (Cuentos Maravillosos, Band 64, José J. Olañeta, 1998)
- El camino es nuestro (Fundación Banco Santander, 2015)
- Oculto sendero (Renacimiento, 2016)
- El mago Corifitos y otros cuentos de Celia (Ausgabe von Geschichten für den Schulunterricht)

Mitautorin
- mit María Rodrigo: Canciones infantiles recopiladas por. (Aguilar, 1934)
- mit Matilde Ras: El camino es nuestro (Fundación Banco Santander, 2015)
- mit Carmen Laforet: De corazón y alma (Fundación Banco Santander, 2017)
- mit Matilde Ras: El pensionado de santa Casilda. (Renacimiento, 2022)

## Adaptionen
Im Laufe der Jahre wurden die meisten von Fortúns Werken von verschiedenen Künstlern, darunter Santiago Regidor, Ricardo Summers Ysern, Gori Muñoz, Luisa Butler, Molina Gallent, López Rubio, Mariano Zaragüeta, Boni, Dubón, Jesús Bernal, Viera Sparza, L. de Ben, Ramón Fuente und Asun Balzola, illustriert.
Die Fernsehserie Celia war eine von RTVE 1993 ausgestrahlte Serie, die auf den Büchern Celia, lo que dice und Celia en el colegio basierte. Regie führte José Luis Borau, das Drehbuch stammte von Carmen Martín Gaite, und in der Hauptrolle debütierte Cristina Cruz Mínguez.
Unter der Regie von María Folguera und in einer Fassung von Alba Quintas wurde ihr Roman Celia en la revolución im November 2019 im Teatro Valle-Inclán des Centro Dramático Nacional in Madrid als erster Teil des Zweiteilers Sendero Fortún auf die Bühne gebracht. Der zweite Teil mit dem Titel Elena Fortún wurde von María Folguera auf der Grundlage von Texten von Fortún geschrieben und inszeniert und wurde am 18. Februar 2020 am selben Ort uraufgeführt.
Das in Madrid handelnde Celia en la revolución wurde in einer interaktiven digitalen Version aufbereitet. Die „Cartografía digital del Madrid de Celia en la revolución“, die auf der Website der Biblioteca Regional de Madrid zu finden ist, bietet einen virtuellen Rundgang durch das Madrid des Bürgerkriegs, bei dem die Auswirkungen auf die Stadt, die Erfahrungen der jungen Protagonistin und die von Elena Fortún selbst kombiniert werden.

## Weitere Literatur
- Marisol Dorao: Los mil sueños de Elena Fortún: Celia. Universidad de Cádiz, Cádiz 2000, ISBN 84-7786-576-0.
- Carmen Bravo Villasante: Historia de la literatura infantil española. Editorial Escuela española, Madrid 1985, ISBN 84-331-0306-7.
- María Jesús Fraga Fernández-Cuevas: Elena Fortún, periodista. Pliegos, Madrid 2013, ISBN 978-84-96045-88-0.
- Inmaculada García Carretero: El archivo personal de Elena Fortún en la biblioteca de la Real Academia Española. Un fondo desconocido. In: Boletín de información lingüística de la RAE. Nr. 11, 2019, S. 125–166 (rae.es).